# 2024 w lekkoatletyce
2024 w lekkoatletyce – prezentacja sezonu 2024 w lekkoatletyce.
Zgodnie z decyzją rady World Athletics, która weszła w życie 1 listopada 2023 roku od sezonu 2024 zaprzestano używanie terminu hala, zamiast tego wprowadzono nową definicję krótka bieżnia (ang. short track), która umożliwia rozgrywanie zawodów na bieżni o obwodzie 200 metrów na stadionach. Zmiana w przepisach spowodowała nieuznawanie halowych rekordów świata seniorów, U20, halowych rekordów kontynentów oraz zestawień najlepszych wyników na świecie bądź kontynencie w hali. Konkurencje rozgrywane w tych obiektach, tzn. biegi od 200 do 5000 metrów, chody na 3000 i 5000 metrów, wieloboje oraz sztafety są oznaczone dopiskiem sh.

## Zawody międzynarodowe

### Światowe
| Zawody                                           | Miejsce   | Data           | Źródło |
| ------------------------------------------------ | --------- | -------------- | ------ |
| Halowe mistrzostwa świata                        | Glasgow   | 1–3 marca      | [ 4 ]  |
| Mistrzostwa świata w biegach przełajowych        | Belgrad   | 30 marca       | [ 5 ]  |
| Drużynowe mistrzostwa świata w chodzie sportowym | Antalya   | 21–22 kwietnia | [ 6 ]  |
| World Athletics Relays                           | Nassau    | 4–5 maja       | [ 7 ]  |
| Igrzyska olimpijskie                             | Paryż     | 1–11 sierpnia  | [ 8 ]  |
| Mistrzostwa świata juniorów                      | Lima      | 26–31 sierpnia | [ 9 ]  |
| Mistrzostwa świata w biegu na 100 km             | Bengaluru | 7 grudnia      | [ 10 ] |

### Międzykontynentalne
| Zawody                                             | Miejsce      | Data        | Źródło |
| -------------------------------------------------- | ------------ | ----------- | ------ |
| Mistrzostwa panamerykańskie w biegach przełajowych | La Libertad  | 24 lutego   | [ 11 ] |
| Mistrzostwa ibero-amerykańskie                     | Cuiabá       | 10–12 maja  | [ 12 ] |
| Mistrzostwa NACAC (przeniesione na 2025)           | San Salvador | 7–9 czerwca | [ 13 ] |

### Kontynentalne

#### Afryka
| Zawody                                     | Miejsce | Data          | Źródło |
| ------------------------------------------ | ------- | ------------- | ------ |
| Igrzyska afrykańskie (przeniesione z 2023) | Akra    | 8–23 marca    | [ 14 ] |
| Mistrzostwa Afryki                         | Jaunde  | 19–23 czerwca | [ 15 ] |

#### Ameryka Północna, Południowa i Karaiby
| Zawody                                              | Miejsce        | Data                | Źródło        |
| --------------------------------------------------- | -------------- | ------------------- | ------------- |
| Halowe mistrzostwa Ameryki Południowej              | Cochabamba     | 27–28 stycznia      | [ 16 ]        |
| Mistrzostwa Ameryki Południowej w chodzie sportowym | Recife         | 10 marca            | [ 17 ]        |
| CARIFTA Games                                       | Saint George’s | 30 marca–1 kwietnia | [ 18 ] [ 19 ] |
| Mistrzostwa Ameryki Południowej juniorów            | Lima           | 20–21 lipca         | [ 20 ]        |
| Młodzieżowe mistrzostwa Ameryki Południowej         | Bucaramanga    | 27–29 września      | [ 21 ]        |
| Mistrzostwa Ameryki Południowej juniorów młodszych  | Quito          | 26–27 października  | [ 22 ]        |

#### Australia i Oceania
| Zawody                                    | Miejsce | Data          | Źródło |
| ----------------------------------------- | ------- | ------------- | ------ |
| Mistrzostwa Oceanii                       | Suva    | 4–8 czerwca   | [ 23 ] |
| Mistrzostwa Oceanii juniorów młodszych    | Suva    | 4–8 czerwca   | [ 23 ] |
| Igrzyska Mikronezji (przeniesione z 2022) | Majuro  | 18–23 czerwca | [ 24 ] |

#### Azja
| Zawody                               | Miejsce | Data                | Źródło |
| ------------------------------------ | ------- | ------------------- | ------ |
| Halowe mistrzostwa Azji              | Teheran | 17–19 lutego        | [ 25 ] |
| Mistrzostwa Azji w chodzie sportowym | Nomi    | 17 marca            | [ 26 ] |
| Igrzyska Azji Południowej            | Lahaur  | 14 marca–2 kwietnia | [ 27 ] |
| Mistrzostwa Azji juniorów            | Dubaj   | 24–27 kwietnia      | [ 28 ] |

#### Europa
| Zawody                                             | Miejsce          | Data         | Źródło        |
| -------------------------------------------------- | ---------------- | ------------ | ------------- |
| Halowe mistrzostwa krajów bałkańskich              | Stambuł          | 10 lutego    | [ 29 ]        |
| Mistrzostwa krajów bałkańskich w chodzie sportowym | Antalya          | 9 marca      | [ 30 ]        |
| Puchar Europy w rzutach                            | Leiria           | 9–10 marca   | [ 31 ]        |
| Puchar Europy w biegu na 10 000 metrów             | Pacé             | 11 maja      | [ 32 ] [ 33 ] |
| Mistrzostwa krajów bałkańskich                     | Izmir            | 25–26 maja   | [ 34 ]        |
| Mistrzostwa Europy                                 | Rzym             | 7–12 czerwca | [ 35 ]        |
| Mistrzostwa Europy juniorów młodszych              | Bańska Bystrzyca | 18–21 lipca  | [ 36 ]        |
| Mistrzostwa Europy w biegach przełajowych          | Antalya          | 8 grudnia    | [ 37 ]        |

## Rekordy

### Rekordy świata
Źródło: worldathletics.org.

#### Kobiety
| Konkurencja                | Zawodniczka               | Reprezentacja     | Rezultat  | Miejsce     | Data                    |
| -------------------------- | ------------------------- | ----------------- | --------- | ----------- | ----------------------- |
| bieg na 5 km               | Agnes Jebet Ngetich       | Kenia             | 14:13mx   | Walencja    | 14 stycznia(dts) br     |
| bieg na 10 km              | Agnes Jebet Ngetich       | Kenia             | 28:46mx   | Walencja    | 14 stycznia(dts) br     |
| bieg na 60 m przez płotki  | Devynne Charlton          | Bahamy            | 7,67      | Nowy Jork   | 11 lutego(dts) br       |
| bieg na 60 m przez płotki  | Tia Jones                 | Stany Zjednoczone | 7,67      | Albuquerque | 16 lutego(dts) br       |
| bieg na 400 m sh           | Femke Bol                 | Holandia          | 49,24     | Apeldoorn   | 18 lutego(dts) br       |
| bieg na 400 m sh           | Femke Bol                 | Holandia          | 49,17     | Glasgow     | 2 marca(dts) br         |
| bieg na 60 m przez płotki  | Devynne Charlton          | Bahamy            | 7,65      | Glasgow     | 3 marca(dts) br         |
| maraton                    | Peres Jechirchir          | Kenia             | 2:16:16wo | Londyn      | 21 kwietnia(dts) br     |
| bieg na 10 000 m           | Beatrice Chebet           | Kenia             | 28:54,14  | Eugene      | 25 maja(dts) br         |
| bieg na 400 m przez płotki | Sydney McLaughlin-Levrone | Stany Zjednoczone | 50,65     | Eugene      | 30 czerwca(dts) br      |
| skok wzwyż                 | Jarosława Mahuczich       | Ukraina           | 2,10      | Paryż       | 7 lipca(dts) br         |
| bieg na 1500 m             | Faith Kipyegon            | Kenia             | 3:49,04   | Paryż       | 7 lipca(dts) br         |
| bieg na 2000 m             | Jessica Hull              | Australia         | 5:19,70   | Monako      | 12 lipca(dts) br        |
| bieg na 400 m przez płotki | Sydney McLaughlin-Levrone | Stany Zjednoczone | 50,37     | Paryż       | 8 sierpnia(dts) br      |
| maraton                    | Ruth Chepngetich          | Kenia             | 2:09:56mx | Chicago     | 13 października(dts) br |
| bieg na 5 km               | Beatrice Chebet           | Kenia             | 13:54mx   | Barcelona   | 31 grudnia(dts) br      |

#### Mężczyźni
| Konkurencja                  | Zawodnik                                                | Reprezentacja     | Rezultat | Miejsce        | Data                    |
| ---------------------------- | ------------------------------------------------------- | ----------------- | -------- | -------------- | ----------------------- |
| bieg na 60 m przez płotki    | Grant Holloway                                          | Stany Zjednoczone | 7,27     | Albuquerque    | 16 lutego(dts) br       |
| rzut dyskiem                 | Mykolas Alekna                                          | Litwa             | 74,35    | Ramona         | 14 kwietnia(dts) br     |
| sztafeta 1200+400+800+1600 m | Brannon Kidder Brandon Miller Isaiah Harris Henry Wynne | Stany Zjednoczone | 9:14,58  | Eugene         | 19 kwietnia(dts) br     |
| skok o tyczce                | Armand Duplantis                                        | Szwecja           | 6,24     | Xiamen         | 20 kwietnia(dts) br     |
| bieg na milę (uliczny)       | Emmanuel Wanyonyi                                       | Kenia             | 3:54,6h  | Herzogenaurach | 27 kwietnia(dts) br     |
| skok o tyczce                | Armand Duplantis                                        | Szwecja           | 6,25     | Paryż          | 5 sierpnia(dts) br      |
| bieg na 3000 m               | Jakob Ingebrigtsen                                      | Norwegia          | 7:17,55  | Chorzów        | 25 sierpnia(dts) br     |
| skok o tyczce                | Armand Duplantis                                        | Szwecja           | 6,26     | Chorzów        | 25 sierpnia(dts) br     |
| bieg na milę (uliczny)       | Elliot Giles                                            | Wielka Brytania   | 3:51,3h  | Düsseldorf     | 1 września(dts) br      |
| półmaraton                   | Yomif Kejelcha                                          | Etiopia           | 57:30    | Walencja       | 27 października(dts) br |
| chód na 35 km                | Masatora Kawano                                         | Japonia           | 2:21:47  | Takahata       | 27 października(dts) br |

#### Mieszane
| Konkurencja        | Zawodnicy                                                | Reprezentacja     | Rezultat | Miejsce | Data               |
| ------------------ | -------------------------------------------------------- | ----------------- | -------- | ------- | ------------------ |
| sztafeta 4 × 400 m | Vernon Norwood Shamier Little Bryce Deadmon Kaylyn Brown | Stany Zjednoczone | 3:07,41  | Paryż   | 2 sierpnia(dts) br |

### Rekordy kontynentów

#### Afryka
Źródło: worldathletics.org.

##### Kobiety
| Konkurencja               | Zawodniczka         | Reprezentacja | Rezultat  | Miejsce   | Data                    |
| ------------------------- | ------------------- | ------------- | --------- | --------- | ----------------------- |
| bieg na 5 km              | Agnes Jebet Ngetich | Kenia         | 14:13mx   | Walencja  | 14 stycznia(dts) br     |
| bieg na 10 km             | Agnes Jebet Ngetich | Kenia         | 28:46mx   | Walencja  | 14 stycznia(dts) br     |
| bieg na 60 m przez płotki | Tobi Amusan         | Nigeria       | 7,75      | Boston    | 4 lutego(dts) br        |
| maraton                   | Peres Jechirchir    | Kenia         | 2:16:16wo | Londyn    | 21 kwietnia(dts) br     |
| bieg na 10 000 m          | Beatrice Chebet     | Kenia         | 28:54,14  | Eugene    | 25 maja(dts) br         |
| bieg na 1500 m            | Faith Kipyegon      | Kenia         | 3:49,04   | Paryż     | 7 lipca(dts) br         |
| maraton                   | Ruth Chepngetich    | Kenia         | 2:09:56mx | Chicago   | 13 października(dts) br |
| bieg na 5 km              | Beatrice Chebet     | Kenia         | 13:54mx   | Barcelona | 31 grudnia(dts) br      |

##### Mężczyźni
| Konkurencja           | Zawodnik                                                              | Reprezentacja     | Rezultat | Miejsce  | Data                    |
| --------------------- | --------------------------------------------------------------------- | ----------------- | -------- | -------- | ----------------------- |
| pchnięcie kulą        | Chukwuebuka Enekwechi                                                 | Nigeria           | 21,63    | Nehvizdy | 20 lutego(dts) br       |
| bieg na 400 m sh      | Eugene Omalla                                                         | Uganda            | 45,18    | Lubbock  | 23 lutego(dts) br       |
| sztafeta 4 × 400 m sh | Wiseman Mukhobe Zablon Ekhal Ekwam Kelvin Sane Tauta Boniface Mweresa | Kenia             | 3:06,96  | Glasgow  | 3 marca(dts) br         |
| sztafeta 4 × 400 m sh | Wiseman Mukhobe Zablon Ekhal Ekwam Kelvin Sane Tauta Boniface Mweresa | Kenia             | 3:06,71  | Glasgow  | 3 marca(dts) br         |
| bieg na 200 m         | Letsile Tebogo                                                        | Botswana          | 19,46    | Paryż    | 8 sierpnia(dts) br      |
| sztafeta 4 × 100 m    | Bayanda Walaza Shaun Maswanganyi Bradley Nkoana Akani Simbine         | Południowa Afryka | 37,57    | Paryż    | 9 sierpnia(dts) br      |
| sztafeta 4 × 400 m    | Bayapo Ndori Busang Collen Kebinatshipi Anthony Pesela Letsile Tebogo | Botswana          | 2:54,53  | Paryż    | 10 sierpnia(dts) br     |
| półmaraton            | Yomif Kejelcha                                                        | Etiopia           | 57:30    | Walencja | 27 października(dts) br |

##### Mieszane
| Konkurencja        | Zawodnicy                                                                 | Reprezentacja | Rezultat | Miejsce | Data               |
| ------------------ | ------------------------------------------------------------------------- | ------------- | -------- | ------- | ------------------ |
| sztafeta 4 × 400 m | Ifeanyi Emmanuel Ojeli Patience George Sikiru Adeyemi Omolara Ogunmakinju | Nigeria       | 3:13,26  | Akra    | 19 marca(dts) br   |
| sztafeta 4 × 400 m | Samuel Ogazi Ella Onojuvweywo Chidi Okezie Esther Elo Joseph              | Nigeria       | 3:12,87  | Nassau  | 5 maja(dts) br     |
| sztafeta 4 × 400 m | Zablon Ekhal Ekwam Mary Moraa Kelvin Sane Tauta Mercy Chebet              | Kenia         | 3:11,88  | Nairobi | 15 czerwca(dts) br |

#### Ameryka Południowa
Źródło: worldathletics.org.

##### Kobiety
| Konkurencja                | Zawodniczka          | Reprezentacja | Rezultat   | Miejsce             | Data                |
| -------------------------- | -------------------- | ------------- | ---------- | ------------------- | ------------------- |
| bieg na milę sh            | Carmen Alder         | Argentyna     | 4:34,37    | Boston              | 27 stycznia(dts) br |
| maraton                    | Florencia Borelli    | Argentyna     | 2:24:18    | Sewilla             | 18 lutego(dts) br   |
| bieg na 10 000 m           | Florencia Borelli    | Argentyna     | 31:33,07   | San Juan Capistrano | 16 marca(dts) br    |
| bieg na 100 m przez płotki | Maribel Caicedo      | Ekwador       | 12,61      | Boulder             | 11 maja(dts) br     |
| rzut oszczepem             | Flor Ruíz            | Kolumbia      | 66,70      | Cuiabá              | 12 maja(dts) br     |
| bieg na 5000 m             | Joselyn Daniely Brea | Wenezuela     | 14:36,59   | Los Angeles         | 17 maja(dts) br     |
| bieg na 100 m przez płotki | Maribel Caicedo      | Ekwador       | 12,49      | Fayetteville        | 23 maja(dts) br     |
| bieg na 2000 m             | María Pía Fernández  | Urugwaj       | 5:50,21    | Monako              | 12 lipca(dts) br    |
| siedmiobój                 | Martha Araújo        | Kolumbia      | 64259 pkt. | Talence             | 15 września(dts) br |

##### Mężczyźni
| Konkurencja               | Zawodnik               | Reprezentacja | Rezultat  | Miejsce           | Data                |
| ------------------------- | ---------------------- | ------------- | --------- | ----------------- | ------------------- |
| bieg na 60 m przez płotki | Eduardo Rodrigues      | Brazylia      | 7,58      | Cochabamba        | 28 stycznia(dts) br |
| rzut oszczepem            | Pedro Rodrigues        | Brazylia      | 85,11     | Cuiabá            | 12 maja(dts) br     |
| bieg na 5000 m            | Santiago Catrofe       | Urugwaj       | 13:05,95  | Heusden-Zolder    | 15 czerwca(dts) br  |
| chód na 20 000 m          | Caio Bonfim            | Brazylia      | 1:19:52,1 | Bragança Paulista | 27 czerwca(dts) br  |
| rzut oszczepem            | Luiz Maurício da Silva | Brazylia      | 85,91     | Paryż             | 6 sierpnia(dts) br  |

##### Mieszane
| Konkurencja        | Zawodnicy                                               | Reprezentacja | Rezultat | Miejsce | Data               |
| ------------------ | ------------------------------------------------------- | ------------- | -------- | ------- | ------------------ |
| sztafeta 4 × 400 m | Jhon Perlaza Lina Licona Nicolás Salinas Evelis Aguilar | Kolumbia      | 3:14,48  | Meksyk  | 7 kwietnia(dts) br |

#### Ameryka Północna
Źródło: worldathletics.org.

##### Kobiety
| Konkurencja                | Zawodniczka                                                             | Reprezentacja     | Rezultat | Miejsce     | Data                |
| -------------------------- | ----------------------------------------------------------------------- | ----------------- | -------- | ----------- | ------------------- |
| półmaraton                 | Weini Kelati                                                            | Stany Zjednoczone | 1:06:25  | Houston     | 14 stycznia(dts) br |
| bieg na milę sh            | Elle Purrier St. Pierre                                                 | Stany Zjednoczone | 4:16,41  | Nowy Jork   | 11 lutego(dts) br   |
| bieg na 60 m przez płotki  | Devynne Charlton                                                        | Bahamy            | 7,67     | Nowy Jork   | 11 lutego(dts) br   |
| bieg na 60 m przez płotki  | Tia Jones                                                               | Stany Zjednoczone | 7,67     | Albuquerque | 16 lutego(dts) br   |
| pchnięcie kulą             | Sarah Mitton                                                            | Kanada            | 20,22    | Glasgow     | 1 marca(dts) br     |
| bieg na 3000 m             | Elle Purrier St. Pierre                                                 | Stany Zjednoczone | 8:20,87  | Glasgow     | 2 marca(dts) br     |
| bieg na 3000 m sh          | Elle Purrier St. Pierre                                                 | Stany Zjednoczone | 8:20,87  | Glasgow     | 2 marca(dts) br     |
| bieg na 60 m przez płotki  | Devynne Charlton                                                        | Bahamy            | 7,65     | Glasgow     | 3 marca(dts) br     |
| rzut dyskiem               | Yaimé Pérez                                                             | Kuba              | 73,09    | Ramona      | 13 kwietnia(dts) br |
| bieg na 400 m przez płotki | Sydney McLaughlin-Levrone                                               | Stany Zjednoczone | 50,65    | Eugene      | 30 czerwca(dts) br  |
| bieg na 2000 m             | Cory Ann McGee                                                          | Stany Zjednoczone | 5:28,78  | Monako      | 12 lipca(dts) br    |
| bieg na 400 m przez płotki | Sydney McLaughlin-Levrone                                               | Stany Zjednoczone | 50,37    | Paryż       | 8 sierpnia(dts) br  |
| bieg na 400 m              | Marileidy Paulino                                                       | Dominikana        | 48,17    | Paryż       | 9 sierpnia(dts) br  |
| sztafeta 4 × 400 m         | Shamier Little Sydney McLaughlin-Levrone Gabrielle Thomas Alexis Holmes | Stany Zjednoczone | 3:15,27  | Paryż       | 10 sierpnia(dts) br |
| bieg na 1000 m             | Addison Wiley                                                           | Stany Zjednoczone | 2:31,49  | Białystok   | 31 sierpnia(dts) br |

##### Mężczyźni
| Konkurencja               | Zawodnik       | Reprezentacja     | Rezultat | Miejsce     | Data                |
| ------------------------- | -------------- | ----------------- | -------- | ----------- | ------------------- |
| chód na 10 000 m          | Evan Dunfee    | Kanada            | 38:25,42 | Canberra    | 28 stycznia(dts) br |
| bieg na 1000 m sh         | Marco Arop     | Kanada            | 2:14,74  | Boston      | 4 lutego(dts) br    |
| bieg na 60 m przez płotki | Grant Holloway | Stany Zjednoczone | 7,27     | Albuquerque | 16 lutego(dts) br   |
| rzut młotem               | Ethan Katzberg | Kanada            | 84,38    | Nairobi     | 20 kwietnia(dts) br |
| bieg na 1500 m            | Cole Hocker    | Stany Zjednoczone | 3:27,65  | Paryż       | 6 sierpnia(dts) br  |
| bieg na 800 m             | Marco Arop     | Kanada            | 1:41,20  | Paryż       | 10 sierpnia(dts) br |
| półmaraton                | Hillary Bor    | Stany Zjednoczone | 58:09    | New Haven   | 2 września(dts) br  |
| bieg na 1000 m            | Marco Arop     | Kanada            | 2:13,13  | Zagrzeb     | 8 września(dts) br  |

##### Mieszane
| Konkurencja        | Zawodnicy                                                | Reprezentacja     | Rezultat | Miejsce | Data               |
| ------------------ | -------------------------------------------------------- | ----------------- | -------- | ------- | ------------------ |
| sztafeta 4 × 400 m | Vernon Norwood Shamier Little Bryce Deadmon Kaylyn Brown | Stany Zjednoczone | 3:07,41  | Paryż   | 2 sierpnia(dts) br |

#### Australia i Oceania
Źródło: worldathletics.org.

##### Kobiety
| Konkurencja        | Zawodniczka                                             | Reprezentacja | Rezultat | Miejsce   | Data                |
| ------------------ | ------------------------------------------------------- | ------------- | -------- | --------- | ------------------- |
| skok wzwyż         | Nicola Olyslagers                                       | Australia     | 2,03     | Canberra  | 27 stycznia(dts) br |
| bieg na 3000 m sh  | Jessica Hull                                            | Australia     | 8:24,93  | Boston    | 4 lutego(dts) br    |
| bieg na 1500 m sh  | Jessica Hull                                            | Australia     | 4:01,19  | Nowy Jork | 11 lutego(dts) br   |
| bieg na milę sh    | Jessica Hull                                            | Australia     | 4:19,03  | Nowy Jork | 11 lutego(dts) br   |
| chód na 20 km      | Jemima Montag                                           | Australia     | 1:27:09  | Adelaide  | 11 lutego(dts) br   |
| bieg na 60 m       | Zoe Hobbs                                               | Nowa Zelandia | 7,06     | Glasgow   | 2 marca(dts) br     |
| bieg na 3000 m     | Jessica Hull                                            | Australia     | 8:24,39  | Glasgow   | 2 marca(dts) br     |
| bieg na 3000 m sh  | Jessica Hull                                            | Australia     | 8:24,39  | Glasgow   | 2 marca(dts) br     |
| sztafeta 4 × 100 m | Ebony Lane Bree Masters Ella Connolly Torrie Lewis      | Australia     | 42,94    | Sydney    | 23 marca(dts) br    |
| sztafeta 4 × 100 m | Ebony Lane Bree Masters Ella Connolly Torrie Lewis      | Australia     | 42,83    | Nassau    | 4 maja(dts) br      |
| bieg na 1500 m     | Jessica Hull                                            | Australia     | 3:55,97  | Eugene    | 25 maja(dts) br     |
| chód na 35 km      | Rebecca Henderson                                       | Australia     | 2:47:34  | Canberra  | 9 czerwca(dts) br   |
| bieg na 1500 m     | Jessica Hull                                            | Australia     | 3:50,83  | Paryż     | 7 lipca(dts) br     |
| bieg na 2000 m     | Jessica Hull                                            | Australia     | 5:19,70  | Monako    | 12 lipca(dts) br    |
| sztafeta 4 × 100 m | Ella Connolly Bree Masters Kristie Edwards Torrie Lewis | Australia     | 42,48    | Londyn    | 20 lipca(dts) br    |
| chód na 20 km      | Jemima Montag                                           | Australia     | 1:26:25  | Paryż     | 1 sierpnia(dts) br  |
| bieg na 10 km      | Isobel Batt-Doyle                                       | Australia     | 31:12    | Melbourne | 22 września(dts) br |
| chód na 35 km      | Olivia Sandery                                          | Australia     | 2:45:31  | Melbourne | 15 grudnia(dts) br  |

##### Mężczyźni
| Konkurencja                   | Zawodnik                                                 | Reprezentacja | Rezultat | Miejsce             | Data                |
| ----------------------------- | -------------------------------------------------------- | ------------- | -------- | ------------------- | ------------------- |
| bieg na 5000 m sh             | Geordie Beamish                                          | Nowa Zelandia | 13:04,33 | Boston              | 26 stycznia(dts) br |
| bieg na 1000 m sh             | Jack Anstey                                              | Australia     | 2:16,95  | Boston              | 10 lutego(dts) br   |
| bieg na 1000 m sh             | Jack Anstey                                              | Australia     | 3:50,83  | Nowy Jork           | 11 lutego(dts) br   |
| skok wzwyż                    | Hamish Kerr                                              | Nowa Zelandia | 2,36     | Glasgow             | 3 marca(dts) br     |
| bieg na 10 000 m              | Jack Rayner                                              | Australia     | 27:09,57 | San Juan Capistrano | 16 marca(dts) br    |
| rzut dyskiem                  | Alex Rose                                                | Samoa         | 71,48    | Allendale           | 11 maja(dts) br     |
| chód na 35 km                 | Rhydian Cowley                                           | Australia     | 2:26:25  | Canberra            | 9 czerwca(dts) br   |
| bieg na 3000 m z przeszkodami | Geordie Beamish                                          | Nowa Zelandia | 8:09,64  | Paryż               | 7 lipca(dts) br     |
| sztafeta 4 × 100 m            | Lachlan Kennedy Jacob Despard Calab Law Joshua Azzopardi | Australia     | 38,12    | Paryż               | 8 sierpnia(dts) br  |
| skok wzwyż                    | Hamish Kerr                                              | Australia     | 2,36     | Paryż               | 10 sierpnia(dts) br |
| maraton                       | Andrew Buchanan                                          | Australia     | 2:06:22  | Walencja            | 1 grudnia(dts) br   |
| bieg na 200 m                 | Gout Gout                                                | Australia     | 20,04    | Brisbane            | 7 grudnia(dts) br   |

#### Azja
Źródło: worldathletics.org.

##### Kobiety
| Konkurencja                   | Zawodniczka   | Reprezentacja | Rezultat  | Miejsce | Data                |
| ----------------------------- | ------------- | ------------- | --------- | ------- | ------------------- |
| maraton                       | Honami Maeda  | Japonia       | 2:18:59wo | Osaka   | 28 stycznia(dts) br |
| bieg na 3000 m sh             | Nozomi Tanaka | Japonia       | 8:36,03   | Glasgow | 2 marca(dts) br     |
| bieg na 3000 m z przeszkodami | Winfred Yavi  | Bahrajn       | 8:44,39   | Rzym    | 30 sierpnia(dts) br |

##### Mężczyźni
| Konkurencja     | Zawodnik        | Reprezentacja    | Rezultat | Miejsce  | Data                    |
| --------------- | --------------- | ---------------- | -------- | -------- | ----------------------- |
| bieg na 10 km   | Birhanu Balew   | Bahrajn          | 26:57    | Walencja | 14 stycznia(dts) br     |
| bieg na milę sh | Ryōma Aoki      | Japonia          | 3:54,84  | Boston   | 10 lutego(dts) br       |
| pchnięcie kulą  | Mohammed Tolo   | Arabia Saudyjska | 21,80    | Madryt   | 21 czerwca(dts) br      |
| chód na 35 km   | Masatora Kawano | Japonia          | 2:21:47  | Takahata | 27 października(dts) br |
| rzut oszczepem  | Arshad Nadeem   | Pakistan         | 92,97    | Paryż    | 8 sierpnia(dts) br      |
| chód na 35 km   | Masatora Kawano | Japonia          | 2:21:47  | Takahata | 27 października(dts) br |

#### Europa
Źródło: worldathletics.org.

##### Kobiety
| Konkurencja                   | Zawodniczka         | Reprezentacja | Rezultat | Miejsce           | Data               |
| ----------------------------- | ------------------- | ------------- | -------- | ----------------- | ------------------ |
| bieg na 400 m sh              | Femke Bol           | Holandia      | 49,24    | Apeldoorn         | 18 lutego(dts) br  |
| bieg na 400 m sh              | Femke Bol           | Holandia      | 49,17    | Glasgow           | 2 marca(dts) br    |
| skok wzwyż                    | Jarosława Mahuczich | Ukraina       | 2,10     | Paryż             | 7 lipca(dts) br    |
| bieg na 400 m przez płotki    | Femke Bol           | Holandia      | 50,95    | La Chaux-de-Fonds | 14 lipca(dts) br   |
| bieg na 3000 m z przeszkodami | Alice Finot         | Francja       | 8:58,67  | Paryż             | 6 sierpnia(dts) br |

##### Mężczyźni
| Konkurencja        | Zawodnik                                                            | Reprezentacja   | Rezultat | Miejsce   | Data                 |
| ------------------ | ------------------------------------------------------------------- | --------------- | -------- | --------- | -------------------- |
| bieg na 10 km      | Dominic Lobalu                                                      | Szwajcaria      | 27:13    | Walencja  | 14 stycznia(dts) br  |
| bieg na milę sh    | George Mills                                                        | Wielka Brytania | 3:48,93  | Nowy Jork | 11 lutego(dts) br    |
| bieg na 10 km      | Jimmy Gressier                                                      | Francja         | 27:07    | Lille     | 17 marca(dts) br     |
| rzut dyskiem       | Mykolas Alekna                                                      | Litwa           | 74,35    | Ramona    | 14 kwietnia(dts) br  |
| skok o tyczce      | Armand Duplantis                                                    | Szwecja         | 6,24     | Xiamen    | 20 kwietnia(dts) br  |
| bieg na 400 m      | Matthew Hudson-Smith                                                | Wielka Brytania | 44,07    | Oslo      | 30 maja(dts) br      |
| bieg na 1500 m     | Jakob Ingebrigtsen                                                  | Norwegia        | 3:26,73  | Monako    | 12 lipca(dts) br     |
| bieg na 400 m      | Matthew Hudson-Smith                                                | Wielka Brytania | 43,74    | Londyn    | 20 lipca(dts) br     |
| skok o tyczce      | Armand Duplantis                                                    | Szwecja         | 6,25     | Paryż     | 5 sierpnia(dts) br   |
| bieg na 400 m      | Matthew Hudson-Smith                                                | Wielka Brytania | 43,44    | Paryż     | 7 sierpnia(dts) br   |
| sztafeta 4 × 400 m | Alex Haydock-Wilson Matthew Hudson-Smith Lewis Davey Charles Dobson | Wielka Brytania | 2:55,83  | Paryż     | 10 sierpnia(dts) br  |
| bieg na 3000 m     | Filip Ingebrigtsen                                                  | Norwegia        | 7:17,55  | Chorzów   | 25 sierpnia(dts) br  |
| bieg na 10 km      | Etienne Daguinos                                                    | Francja         | 27:04    | Lille     | 16 listopada(dts) br |

##### Mieszane
| Konkurencja        | Zawodnicy                                               | Reprezentacja | Rezultat | Miejsce | Data               |
| ------------------ | ------------------------------------------------------- | ------------- | -------- | ------- | ------------------ |
| sztafeta 4 × 400 m | Eugene Omalla Lieke Klaver Isaya Klein Ikkink Femke Bol | Holandia      | 3:07,43  | Paryż   | 3 sierpnia(dts) br |

## Tabele światowe
Źródło: worldathletics.org.

### Kobiety
| Konkurencja                   | Rezultat  | Zawodniczka                                                                                       |
| ----------------------------- | --------- | ------------------------------------------------------------------------------------------------- |
| Bieg na 60 m                  | 6,98      | Ewa Swoboda Julien Alfred                                                                         |
| Bieg na 100 m                 | 10,71     | Sha’Carri Richardson                                                                              |
| Bieg na 200 m                 | 21,78     | Gabrielle Thomas                                                                                  |
| Bieg na 200 m sh              | 22,16     | Julien Alfred                                                                                     |
| Bieg na 400 m                 | 48,17     | Marileidy Paulino                                                                                 |
| Bieg na 400 m sh              | 49,17     | Femke Bol                                                                                         |
| Bieg na 800 m                 | 1:54,61   | Keely Hodgkinson                                                                                  |
| Bieg na 800 m sh              | 1:57,86   | Habitam Alemu                                                                                     |
| Bieg na 1000 m                | 2:31,24   | Nelly Chepchirchir                                                                                |
| Bieg na 1000 m sh             | 2:35,42   | Allie Wilson                                                                                      |
| Bieg na 1500 m                | 3:49,04   | Faith Kipyegon                                                                                    |
| Bieg na 1500 m sh             | 3:55,28   | Freweyni Hailu                                                                                    |
| Bieg na milę                  | 4:16,41   | Elle Purrier St. Pierre                                                                           |
| Bieg na milę sh               | 4:16,41   | Elle Purrier St. Pierre                                                                           |
| Bieg na 3000 m                | 8:17,11   | Gudaf Tsegay                                                                                      |
| Bieg na 3000 m sh             | 8:17,11   | Gudaf Tsegay                                                                                      |
| Bieg na 5000 m                | 14:09,52  | Beatrice Chebet                                                                                   |
| Bieg na 5000 m sh             | 14:42,94  | Senayet Getachew                                                                                  |
| Bieg na 10 000 m              | 28:54,14  | Beatrice Chebet                                                                                   |
| Bieg na 10 km                 | 28:46     | Agnes Jebet Ngetich                                                                               |
| Półmaraton                    | 1:03:04   | Agnes Jebet Ngetich                                                                               |
| Maraton                       | 2:09:56   | Ruth Chepngetich                                                                                  |
| Bieg na 3000 m z przeszkodami | 8:44,39   | Winfred Yavi                                                                                      |
| Bieg na 60 m przez płotki     | 7,65      | Devynne Charlton                                                                                  |
| Bieg na 100 m przez płotki    | 12,24     | Ackera Nugent                                                                                     |
| Bieg na 400 m przez płotki    | 50,37     | Sydney McLaughlin-Levrone                                                                         |
| Sztafeta 4 × 100 m            | 41,55     | Wielka Brytania · Dina Asher-Smith · Imani Lansiquot · Amy Hunt · Daryll Neita                    |
| Sztafeta 4 × 400 m            | 3:15,27   | Stany Zjednoczone · Shamier Little · Sydney McLaughlin-Levrone · Gabrielle Thomas · Alexis Holmes |
| Sztafeta 4 × 400 m sh         | 3:25,07   | Holandia · Lieke Klaver · Cathelijn Peeters · Lisanne de Witte · Femke Bol                        |
| Chód na 3000 m sh             | 12:17,95  | Vitória Oliveira                                                                                  |
| Chód na 20 km                 | 1:24:31   | Elwira Czepariowa                                                                                 |
| Chód na 35 km                 | 2:40:23   | Kławdija Afanasjewa                                                                               |
| Skok wzwyż                    | 2,10      | Jarosława Mahuczich                                                                               |
| Skok o tyczce                 | 4,92      | Molly Caudery                                                                                     |
| Skok w dal                    | 7,22      | Malaika Mihambo                                                                                   |
| Trójskok                      | 15,02     | Thea LaFond                                                                                       |
| Pchnięcie kulą                | 20,68     | Sarah Mitton                                                                                      |
| Rzut dyskiem                  | 73,09     | Yaimé Pérez                                                                                       |
| Rzut młotem                   | 79,92     | Brooke Andersen                                                                                   |
| Rzut oszczepem                | 66,70     | Flor Ruíz                                                                                         |
| Siedmiobój                    | 6880 pkt. | Nafissatou Thiam                                                                                  |
| Pięciobój sh                  | 4773 pkt. | Noor Vidts                                                                                        |

### Mężczyźni
| Konkurencja                   | Rezultat  | Zawodnik                                                                               |
| ----------------------------- | --------- | -------------------------------------------------------------------------------------- |
| Bieg na 60 m                  | 6,41      | Christian Coleman                                                                      |
| Bieg na 100 m                 | 9,77      | Kishane Thompson                                                                       |
| Bieg na 200 m                 | 19,46     | Letsile Tebogo                                                                         |
| Bieg na 200 m sh              | 20,21     | Erriyon Knighton Terrence Jones                                                        |
| Bieg na 400 m                 | 43,40     | Quincy Hall                                                                            |
| Bieg na 400 m sh              | 44,49     | Christopher Morales-Williams                                                           |
| Bieg na 800 m                 | 1:41,11   | Emmanuel Wanyonyi                                                                      |
| Bieg na 800 m sh              | 1:44,92   | Bryce Hoppel                                                                           |
| Bieg na 1000 m                | 2:13,13   | Marco Arop                                                                             |
| Bieg na 1000 m sh             | 2:14,74   | Marco Arop                                                                             |
| Bieg na 1500 m                | 3:26,73   | Jakob Ingebrigtsen                                                                     |
| Bieg na 1500 m sh             | 3:33,43   | Yared Nuguse                                                                           |
| Bieg na milę                  | 3:45,34   | Josh Kerr                                                                              |
| Bieg na milę sh               | 3:47,83   | Yared Nuguse                                                                           |
| Bieg na 3000 m                | 7:17,55   | Jakob Ingebrigtsen                                                                     |
| Bieg na 3000 m sh             | 7:25,82   | Selemon Barega                                                                         |
| Bieg na 5000 m                | 12:36,73  | Hagos Gebrhiwet                                                                        |
| Bieg na 5000 m sh             | 12:51,84  | Grant Fisher                                                                           |
| Bieg na 10 000 m              | 26:31,01  | Yomif Kejelcha                                                                         |
| Bieg na 10 km                 | 26:37     | Yomif Kejelcha                                                                         |
| Półmaraton                    | 57:30     | Yomif Kejelcha                                                                         |
| Maraton                       | 2:02:05   | Sabastian Sawe                                                                         |
| Bieg na 3000 m z przeszkodami | 8:01,63   | Lamecha Girma                                                                          |
| Bieg na 60 m przez płotki     | 7,27      | Grant Holloway                                                                         |
| Bieg na 110 m przez płotki    | 12,86     | Grant Holloway                                                                         |
| Bieg na 400 m przez płotki    | 46,46     | Rai Benjamin                                                                           |
| Sztafeta 4 × 100 m            | 37,40     | Stany Zjednoczone · Courtney Lindsey · Kenneth Bednarek · Kyree King · Noah Lyles      |
| Sztafeta 4 × 400 m            | 2:54,43   | Stany Zjednoczone · Christopher Bailey · Vernon Norwood · Bryce Deadmon · Rai Benjamin |
| Sztafeta 4 × 400 m sh         | 3:02,35   | Arizona · Justin Robinson · Kaleb Simpson · Jayden Davis · Gamali Felix                |
| Chód na 5000 m sh             | 18:25,15  | Francesco Fortunato                                                                    |
| Chód na 20 km                 | 1:16:51   | Kōki Ikeda                                                                             |
| Chód na 35 km                 | 2:21:47   | Masatora Kawano                                                                        |
| Skok wzwyż                    | 2,37      | Gianmarco Tamberi                                                                      |
| Skok o tyczce                 | 6,26      | Armand Duplantis                                                                       |
| Skok w dal                    | 8,65      | Miltiadis Tendoglu                                                                     |
| Trójskok                      | 18,18     | Jordan Díaz                                                                            |
| Pchnięcie kulą                | 23,13     | Joe Kovacs                                                                             |
| Rzut dyskiem                  | 74,35     | Mykolas Alekna                                                                         |
| Rzut młotem                   | 84,38     | Ethan Katzberg                                                                         |
| Rzut oszczepem                | 92,97     | Arshad Nadeem                                                                          |
| Dziesięciobój                 | 8961 pkt. | Leo Neugebauer                                                                         |
| Siedmiobój sh                 | 6418 pkt. | Simon Ehammer                                                                          |

### Mieszane
| Konkurencja        | Rezultat | Zawodnicy                                                                          |
| ------------------ | -------- | ---------------------------------------------------------------------------------- |
| Sztafeta 4 × 400 m | 3:07,41  | Stany Zjednoczone · Vernon Norwood · Shamier Little · Bryce Deadmon · Kaylyn Brown |